# 창원지방법원
창원지방법원(昌原地方法院)은 경상남도를 관할하는 대한민국의 지방법원이다. 창원시 성산구에 있다.

## 역사
- 1895년 5월 15일 진주재판소 설치(법률 제1호 칙령 제114 호)
- 1896년 8월 15일 경상남도 재판소로 개정(칙령 제55호)
- 1908년 8월 1일 진주지방재판소 개칭(법률 제0호 법부령 제11호)
- 1909년 3월 1일 진주지방재판소 진남구(통영)재판소 설치(법부고시 제13호)
- 1909년 3월 8일 진주지방재판소 마산구재판소 설치(법부고시 제16호)
- 1909년 3월 26일 진주지방재판소 거창구재판소 설치(부고시 제19호)
- 1909년 10월 20일 진주지방재판소 밀양구재판소 설치 (법부고시 제 6호)
- 1909년 11월 1일 진주지방재판소 폐지, 부산지방재판소 진주구 재판소 개칭(통감부령 제28호)
- 1912년 4월 1일 부산지방재판소를 부산지방법원으로, 각구 재판소를 지청으로 개칭(총독부령 제26호)
- 1947년 1월 1일 부산지방심리원 개칭, 각 지청을 지원으로 개칭, 출장소를 등기소로 개칭(사법부장통첩 제258호)
- 1948년 6월 1일 부산지방법원 개칭(과도정부령 제192호)
- 1949년 9월 26일 법원조직법 제정, 공포(법률 제51호)
- 1962년 1월 10일 하급법원의 설치와 관할 구역에 관한 법률 제정, 공포(법률 제959호)
- 1983년 9월 1일 부산지방법원 마산지원을 마산지방법원으로 승격(법률 제3655호)
- 1992년 5월 1일 창원지방법원 개칭 및 이전(법률 제4409호)
- 2011년 3월 1일 창원지방법원 마산지원 개원(법률 제8318호)

## 조직
- 재판부 - 행정부, 행정단독, 민사부, 민사단독, 형사부, 형사단독, 가사부, 가사단독
- 사무국 - 총무과, 종합민원실, 민사과, 민사신청과, 형사과, 등기과

## 관할구역

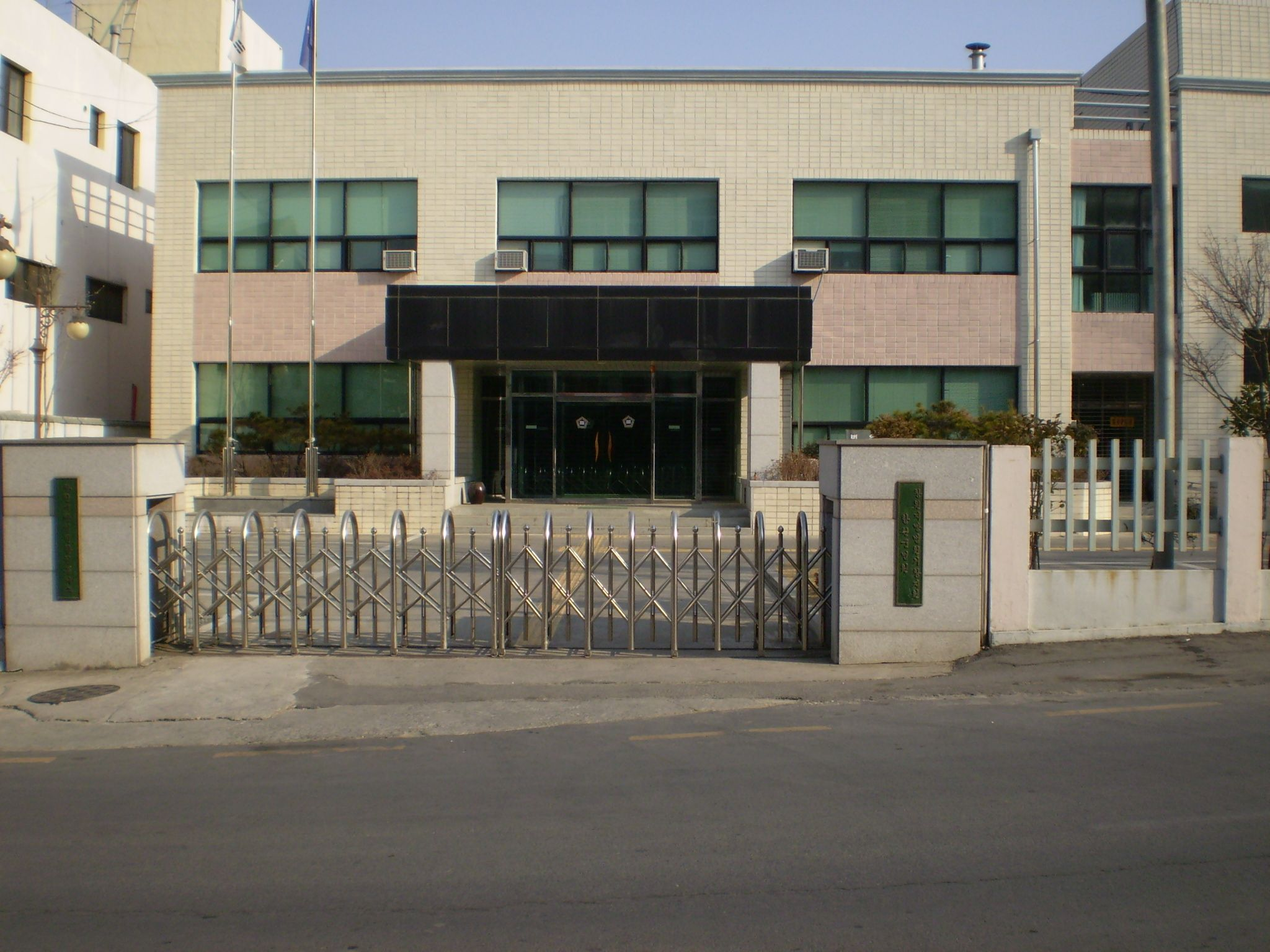
합천군법원, 합천등기소

- 창원지방법원 직할 시군법원
  - 창원남부시(진해구역)법원
  - 김해시법원
- 마산지원
  - 함안군법원
  - 의령군법원
- 거창지원
  - 함양군법원
  - 합천군법원
- 밀양지원
  - 창녕군법원
- 진주지원
  - 산청군법원
  - 사천시법원
  - 남해군법원
  - 하동군법원
- 통영지원
  - 거제시법원
  - 고성군법원
- 등기소
  - 진해등기소
  - 마산등기소
  - 함안등기소
  - 의령등기소
  - 남해등기소
  - 하동등기소
  - 산청등기소
  - 거제등기소
  - 고성등기소
  - 창녕등기소
  - 함양등기소
  - 합천등기소
  - 사천등기소
  - 김해등기소

## 역대 법원장
- 1대 법원장부터 마산지방법원장으로 호칭하다 1992년 5월 1일부터 창원지방법원장으로 호칭

| 순번 | 이름   | 재임 기간                          |
| ---- | ------ | ---------------------------------- |
| 1대  | 김석주 | 1983년 9월 1일 ~ 1986년 4월 16일   |
| 2대  | 윤영오 | 1986년 4월 17일 ~ 1987년 8월 31일  |
| 3대  | 이민수 | 1987년 9월 1일 ~ 1988년 7월 19일   |
| 4대  | 이영모 | 1988년 7월 20일 ~ 1991년 1월 31일  |
| 5대  | 서정제 | 1991년 2월 1일 ~ 1991년 9월 15일   |
| 6대  | 이철환 | 1991년 9월 16일 ~ 1992년 8월 11일  |
| 7대  | 가재환 | 1992년 8월 12일 ~ 1993년 4월 25일  |
| 8대  | 정지형 | 1993년 4월 26일 ~ 1993년 10월 14일 |
| 9대  | 지홍원 | 1993년 10월 15일 ~ 1994년 7월 20일 |
| 10대 | 조무제 | 1994년 7월 21일 ~ 1997년 2월 20일  |
| 11대 | 변재승 | 1997년 2월 21일 ~ 1997년 9월 21일  |
| 12대 | 김영일 | 1997년 9월 22일 ~ 1998년 8월 23일  |
| 13대 | 신명균 | 1998년 8월 24일 ~ 1999년 10월 10일 |
| 14대 | 박영무 | 1999년 10월 11일 ~ 2000년 7월 20일 |
| 15대 | 고현철 | 2000년 7월 21일 ~ 2000년 9월 6일   |
| 16대 | 최병학 | 2000년 9월 7일 ~ 2002년 2월 7일    |
| 17대 | 강병섭 | 2002년 2월 8일 ~ 2003년 2월 11일   |
| 18대 | 조용무 | 2003년 2월 12일 ~ 2004년 2월 10일  |
| 19대 | 이창구 | 2004년 2월 11일 ~ 2004년 8월 11일  |
| 20대 | 양동관 | 2004년 8월 12일 ~ 2005년 2월 13일  |
| 21대 | 장윤기 | 2005년 2월 14일 ~ 2005년 10월 20일 |
| 22대 | 김종대 | 2005년 11월 4일 ~ 2006년 8월 23일  |
| 23대 | 최진갑 | 2006년 8월 24일 ~ 2009년 2월 8일   |
| 24대 | 정장오 | 2009년 2월 9일 ~ 2010년 2월 10일   |
| 25대 | 유승정 | 2010년 2월 11일 ~ 2011년 2월 16일  |
| 26대 | 윤인태 | 2011년 2월 17일 ~ 2012년 2월 15일  |
| 27대 | 우성만 | 2012년 2월 16일 ~ 2014년 2월 12일  |
| 28대 | 강민구 | 2014년 2월 13일 ~ 2015년 2월 11일  |
| 29대 | 이강원 | 2015년 2월 12일 ~ 2017년 2월 8일   |
| 30대 | 박효관 | 2017년 2월 9일 ~ 2019년 2월        |
| 31대 | 김형천 | 2019년 2월 ~ 2021년 2월            |
| 32대 | 이창형 | 2021년 2월 ~ 2023년 2월            |
| 33대 | 이용균 | 2023년 2월 ~ 2025년 2월            |
| 34대 | 이영훈 | 2025년 2월 ~                       |

## 역대 지원장

### 통영지원
| 순번 | 이름   | 재임 기간                           |
| ---- | ------ | ----------------------------------- |
| 1대  | 박래홍 | 1947년 10월 27일 ~ 1948년 12월 21일 |
| 2대  | 송의근 | 1948년 12월 22일 ~ 1949년 11월 14일 |
| 3대  | 박래홍 | 1949년 11월 15일 ~ 1951년 2월 8일   |
| 4대  | 이일규 | 1951년 2월 9일 ~ 1951년 5월 2일     |
| 5대  | 김병두 | 1952년 5월 3일 ~ 1958년 12월 22일   |
| 6대  | 박정표 | 1959년 1월 10일 ~ 1964년 5월 5일    |
| 7대  | 박기수 | 1964년 5월 6일 ~ 1967년 2월 27일    |
| 8대  | 김유곤 | 1967년 2월 28일 ~ 1967년 11월 14일  |
| 9대  | 장문호 | 1967년 11월 15일 ~ 1968년 9월 24일  |
| 10대 | 황도연 | 1968년 9월 25일 ~ 1969년 9월 30일   |
| 11대 | 장양재 | 1969년 10월 1일 ~ 1970년 10월 19일  |
| 12대 | 국명덕 | 1970년 10월 20일 ~ 1971년 12월 31일 |
| 13대 | 유근완 | 1972년 1월 1일 ~ 1973년 8월 31일    |
| 14대 | 안병희 | 1973년 9월 1일 ~ 1974년 8월 31일    |
| 15대 | 신성택 | 1974년 9월 1일 ~ 1975년 9월 30일    |
| 16대 | 조열래 | 1975년 10월 1일 ~ 1977년 1월 3일    |
| 17대 | 석용진 | 1977년 1월 4일 ~ 1978년 9월 17일    |
| 18대 | 김대진 | 1978년 9월 18일 ~ 1980년 5월 31일   |
| 19대 | 황규정 | 1980년 6월 1일 ~ 1981년 8월 31일    |
| 20대 | 조건오 | 1981년 9월 1일 ~ 1982년 8월 31일    |
| 21대 | 박국홍 | 1982년 9월 1일 ~ 1983년 8월 31일    |
| 22대 | 백수일 | 1983년 9월 1일 ~ 1984년 8월 31일    |
| 23대 | 고왕석 | 1984년 9월 1일 ~ 1985년 8월 31일    |
| 24대 | 이영석 | 1985년 9월 1일 ~ 1986년 4월 30일    |
| 25대 | 이국주 | 1986년 9월 1일 ~ 1989년 2월 28일    |
| 26대 | 조창호 | 1989년 3월 1일 ~ 1991년 2월 10일    |
| 27대 | 김종대 | 1991년 2월 11일 ~ 1993년 3월 1일    |
| 28대 | 최춘근 | 1993년 3월 2일 ~ 1995년 2월 28일    |
| 29대 | 윤석종 | 1995년 3월 1일 ~ 1997년 9월 21일    |
| 30대 | 이혁우 | 1997년 9월 22일 ~ 1999년 2월 28일   |
| 31대 | 한덕렬 | 1999년 3월 1일 ~ 2000년 2월 17일    |
| 32대 | 권오봉 | 2000년 2월 18일 ~ 2001년 2월 18일   |
| 33대 | 황용경 | 2001년 2월 19일 ~ 2003년 2월 18일   |
| 34대 | 이학수 | 2003년 2월 19일 ~2005년 2월 20일    |
| 35대 | 최인석 | 2005년 2월 21일 ~ 2007년 2월 20일   |
| 36대 | 홍광식 | 2007년 2월 21일 ~ 2009년 2월 22일   |
| 37대 | 고규정 | 2009년 2월 23일 ~ 2011년 2월 27일   |
| 38대 | 박종훈 | 2011년 2월 28일 ~ 2013년 2월 24일   |
| 39대 | 김주호 | 2013년 2월 25일 ~ 2015년 2월 10일   |
| 40대 | 장홍선 | 2015년 2월 13일 ~ 2016년 2월 21일   |
| 41대 | 권영운 | 2016년 2월 22일 ~ 2018년 2월 25일   |
| 42대 | 이용균 | 2018년 2월 26일 ~ 현재              |

### 밀양지원
| 순번 | 이름   | 재임 기간                         |
| ---- | ------ | --------------------------------- |
| 1대  | 권오봉 | 1994년 3월 1일 ~ 1996년 2월 28일  |
| 2대  | 김건인 | 1996년 3월 1일 ~ 1998년 2월 28일  |
| 3대  | 황현호 | 1998년 3월 1일 ~ 2000년 2월 17일  |
| 4대  | 황형모 | 2000년 2월 18일 ~ 2001년 2월 18일 |
| 5대  | 박효관 | 2001년 2월 19일 ~ 2003년 2월 18일 |
| 6대  | 김진수 | 2003년 2월 19일 ~ 2005년 2월 20일 |
| 7대  | 서복현 | 2005년 2월 21일 ~ 2007년 2월 20일 |
| 8대  | 김경호 | 2007년 2월 21일 ~ 2008년 2월 20일 |
| 9대  | 신우철 | 2008년 2월 21일 ~ 2010년 2월 21일 |
| 10대 | 김무신 | 2010년 2월 22일 ~ 2012년 2월 26일 |
| 11대 | 백태균 | 2012년 2월 27일 ~ 2014년 2월 13일 |
| 12대 | 한영표 | 2014년 2월 14일 ~ 2016년 2월 22일 |
| 13대 | 최운성 | 2016년 2월 23일 ~ 2018년 2월 25일 |
| 14대 | 심현욱 | 2018년 2월 26일 ~ 현재            |